# Die Daltons (Comicfiguren)

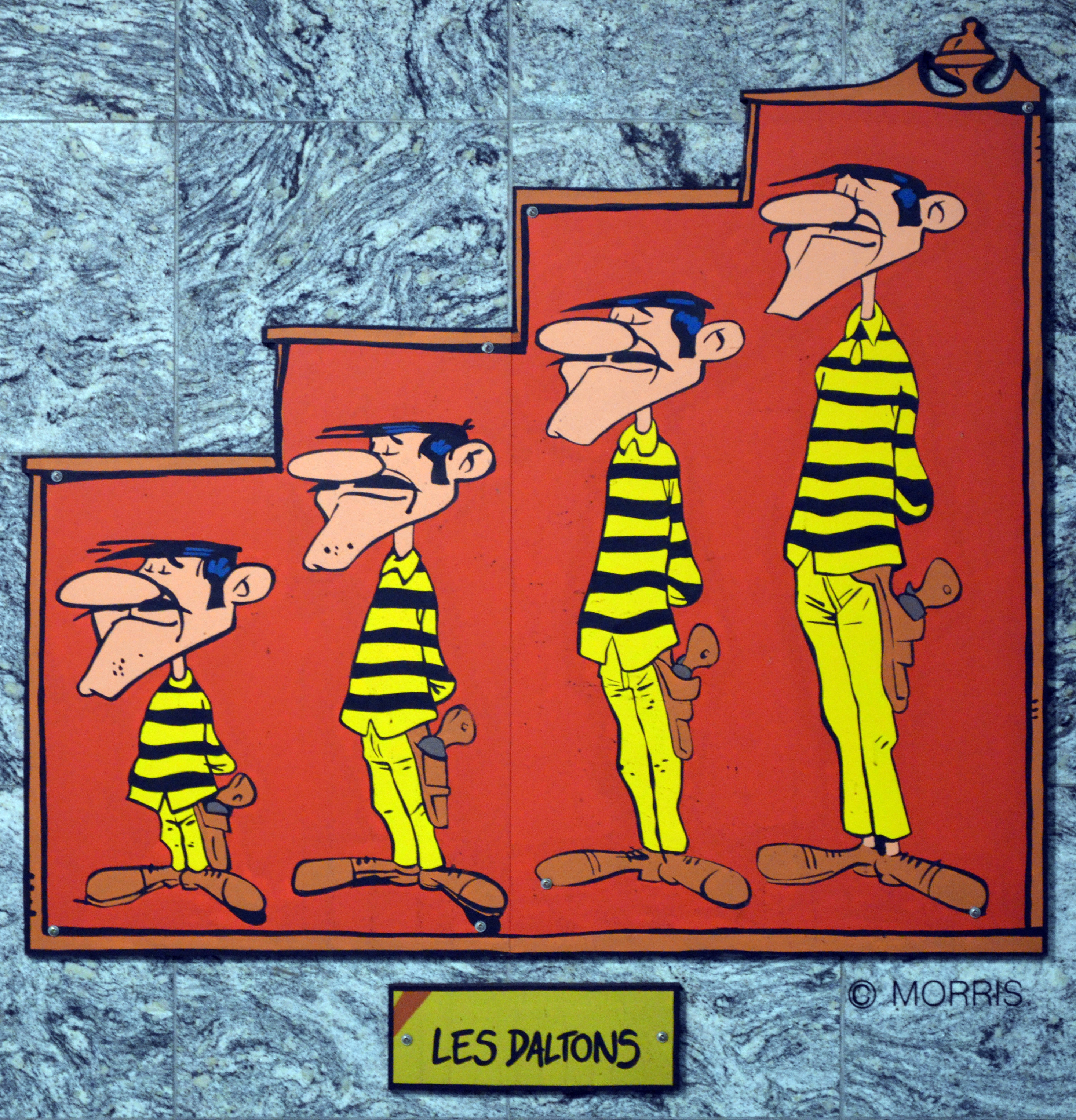
Die Daltons: Joe, William, Jack und Averell (von links)

Die Daltons sind Figuren aus der Comic-Reihe Lucky Luke von Maurice de Bevere (Morris) und René Goscinny. Die aus den vier Brüdern Joe, William, Jack und Averell Dalton bestehende Verbrecherbande ist den historischen Dalton-Brüdern nachempfunden. Im Lucky-Luke-Album Vetternwirtschaft (Les Cousins Dalton) werden die Daltons als Vettern der historischen Bob, Grat, Bill und Emmett Dalton vorgestellt.

## Geschichte der Figuren
In der 1951 gezeichneten Geschichte Die Gesetzlosen (Hors-la-loi, später in Deutschland als Band 81 der Ehapa-Reihe veröffentlicht) erzählt Morris vom Zusammentreffen der historischen Dalton-Brüder mit Lucky Luke. Bob, Grat, Bill und Emmett Dalton werden dabei bereits optisch identisch und nur anhand der Körpergröße unterscheidbar dargestellt. Am Ende der Geschichte werden die vier bei einem Banküberfall in Coffeyville (Kansas) von Lucky Luke und dem Sheriff gestellt und verlieren ihr Leben. In der von Morris zuerst gezeichneten veröffentlichten Version wird Bob von Lucky Luke direkt durch einen Schuss in den Kopf getötet, was dem Alben-Verleger Dupuis jedoch zu brutal war. Die Geschehnisse wurden deshalb in der Album-Version dahingehend abgeändert, dass Bob von Lucky Luke in einem Fass gefangen wird und im letzten Panel schlicht die vier Grabkreuze der Brüder zu sehen sind. Der auf dem Epitaph angegebene 5. Oktober 1892 entspricht dem historischen Sterbedatum von Grat und Bob Dalton, während Emmett Dalton den Banküberfall in Coffeyville überlebte und später im Gefängnis seine Memoiren schrieb.
Nach der Veröffentlichung von Hors-la-loi musste Morris aufgrund vieler Leserbriefanfragen erkennen, dass er die Daltons zu früh unter die Erde geschickt hatte. Zuerst ließ er die Gangster in einer Kurzgeschichte mit dem Titel „Die Rückkehr der Brüder Dalton“ (Le retour des frères Dalton, 1952) in Form von Rückblenden und vier verkleideten Nachahmern wieder auftreten. Die endgültige Lösung fand er jedoch erst zusammen mit René Goscinny, indem sie die fiktiven Vettern der historischen Daltons, nämlich Joe, William, Jack und Averell Dalton, erfanden. Sie hatten zunächst einen Kurzauftritt im Album Lucky Luke gegen Joss Jamon und wurden dann 1957 im darauffolgenden Band Vetternwirtschaft als eigenständige Figuren in die Serie eingeführt. Die vier fiktiven Daltons gleichen ihren berühmteren Cousins zwar äußerlich, sind aber eher tölpelhaft als gefährlich. Im Laufe der Serie wurden sie aufgrund ihrer großen Beliebtheit zu häufig wiederkehrenden Charakteren und Lucky Lukes hauptsächlichen Widersachern. Morris selbst sagte über den Erfolg seiner Figuren: „Die fiktiven Daltons entwickelten sich zu einem wahren Meilenstein in der Comicgeschichte. Die echten Daltons sind eher unbekannt geblieben.“ Bis heute sind die Daltons in der Serie vertreten, was sich auch nach Übernahme der Zeichnungen durch Achdé nach Morris’ Tod nicht änderte.
Da es sich nicht mehr um die historischen Daltons handelt, erhielten Zeichner und Texter deutlich mehr Spielraum für die Gestaltung der Geschichten. So müssen sie nicht den historischen Zeitabläufen folgen. Einige Geschichten mit den Vettern spielen, bevor die echten Brüder Dalton geboren waren. Außerdem begegnen sie in der Geschichte Oklahoma Jim dem Widersacher Lucky Luke bereits in ihrer Kindheit, während sie sich ihm in Vetternwirtschaft erst als Erwachsene vorstellen.

## Rolle und Auftritt der Daltons
Die Daltons agieren in der Lucky-Luke-Reihe als typische Bösewichte und tragen häufig den Hauptkonflikt mit dem Cowboy aus. Dabei ist ihnen dieser deutlich überlegen, so dass die Gauner auch die Rolle des humoristischen Tollpatsches übernehmen. Ein weiterer Aspekt ihrer Charaktere ist der ständige Konflikt unter den Brüdern, vor allem zwischen Joe und dem trotteligen Averell. Dies führt oft dazu, dass sich die Daltons in erster Linie selbst besiegen. Oft beginnen die Geschichten mit einem Ausbruch der vier aus dem Gefängnis und der Aufgabe für Luke, sie wieder hinter Gitter zu bringen.
Die Gebrüder Dalton sind verschieden groß, wobei die Differenz jeweils etwa einen Kopf beträgt. Meistens treten sie der Größe nach geordnet in einer Reihe auf, neben- oder hintereinander, egal ob sie laufen, reiten oder sich anders bewegen. Sie tragen meist gleiche Kleidung, entweder schwarz-gelb gestreifte Sträflingskleidung oder schwarze Hosen und grüne oder blaue Hemden mit Cowboyhüten. Ihre Gesichter sind identisch. Als Kinder tragen sie blau und sind kahl, abgesehen von einer einzigen großen Schmalzlocke. Bisweilen vollziehen sie auch dieselben Bewegungen. In den frühen Geschichten sind die Schnurrbärte der Dalton-Brüder (so wie bei ihren berühmteren Cousins) noch deutlich weniger prominent.
Aus den Texten, etwa Zitaten der Daltons selber oder anderer Figuren, geht hervor, dass sie gefährliche, berüchtigte Verbrecher sind. Oft reicht schon ihr Name aus, um Angst und Schrecken zu verbreiten oder die Menschen scharenweise in die Flucht zu schlagen. Dennoch gelingt ihnen – insbesondere in den späteren Geschichten – kaum eine schwerere Straftat, bei der sie sich nennenswert bereichern oder Personen schädigen. Hierüber wird nur durch Erzählertexte oder Zeitungsartikel berichtet. Lediglich mit benötigter Ausrüstung wie Kleidung, Waffen, Pferden und Ähnlichem können sie sich nach Ausbrüchen meist erfolgreich auf kriminelle Art versorgen.
Bei ihrem ersten Auftritt im Band Vetternwirtschaft sind die Daltons anfangs unbedeutende Kleinganoven und werden erst nach ihrer Begegnung mit Lucky Luke zu den gefürchteten Verbrechern. In der Geschichte Daisy Town, die zunächst 1971 als Zeichentrickfilm und erst 1983 als Comicalbum erschien, legen unterschiedliche Steckbriefe dagegen nahe, dass die Daltons schon in ihrer Kindheit und Jugend gesucht wurden.

## Personencharakterisierung

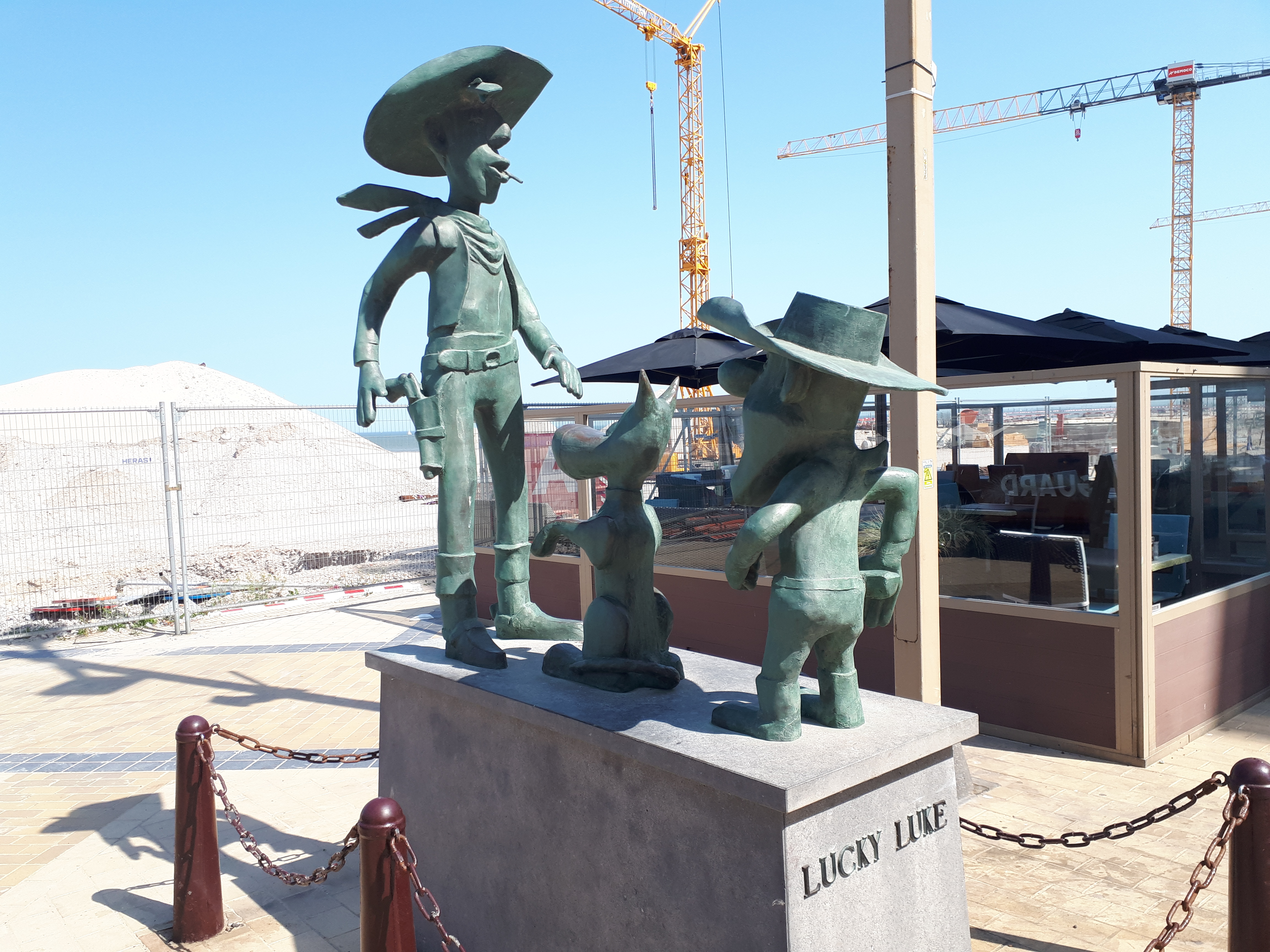
Joe Dalton als Statue mit Rantanplan und Lucky Luke (v. r.) in Middelkerke

### Joe Dalton
Joe, der kleinste und älteste (mit Ausnahme von Vetternwirtschaft; hier ist er der jüngste) der Daltons, ist Anführer der Bande. Er ist Choleriker und neigt zu Wutanfällen, die oft durch den bloßen Gedanken an Lucky Luke oder dumme Kommentare seines Bruders Averell ausgelöst werden. Ein Running Gag ist Joes Versuch, Lucky Luke zu seinem Diener zu machen, anstatt ihn zu töten oder ihn zu einem Banküberfall oder Ähnlichem zu zwingen. Joe hasst Rantanplan, den dummen und gefräßigen Gefängnishund, an den er ab und zu gekettet wird, damit Rantanplan ihn „bewachen“ kann. Die Bewachung neigt dann jedoch dazu, Joes Wutanfälle als Zuneigung misszuverstehen, was den Banditen noch mehr in Rage bringt. Wenn er dann seine Wut an dem Hund auslässt, kommt es meist zur Prügelei mit den Gefängniswärtern. Die größte Schwachstelle Joes stellt seine Mutter dar. Er erträgt es nicht, dass diese das Nesthäkchen Averell ihm vorzieht und auch nicht zögert, Joe, den „gefürchtetsten Banditen des Westens“, übers Knie zu legen.
Der Autor Goscinny hat immer Joe als den Dümmsten der Brüder bezeichnet, obwohl er inzwischen in der Reihe nahezu alle Pläne schmiedet und der intelligenteste der Brüder zu sein scheint. Im ersten Album der Brüder, Vetternwirtschaft, erkennt man dies noch genauer: Während seine Brüder jeweils eine Fähigkeit besitzen, die sie Lucky Luke zumindest ebenbürtig erscheinen lassen, wird Joe nur von „purem Hass“ geleitet. Er handelt in diesem ersten Band auch eindeutig unüberlegt, naiv und leichtgläubig, sodass Goscinnys Aussage besser zu verstehen ist. Joes Wandlung zum cholerischen Anführer folgte erst in späteren Bänden.

### William und Jack Dalton
William und Jack, die in Größe, Alter und Intelligenz zwischen Joe und Averell liegen, spielen weniger wichtige Rollen. Mit wenigen Ausnahmen haben sie keine so klar definierten Persönlichkeiten und folgen so nur Joes Anweisungen oder halten Joe davon ab, Averell zu erwürgen. Sie wurden zu Lückenbüßern, was recht weit gehen kann: Als sich im letzten von Morris fertiggestellten Band Eine Wildwest-Legende die Daltons trennten, spalteten sie sich nicht in vier Gruppierungen, sondern in drei: Joe, Averell – und Jack/William.
William ist üblicherweise der kleinere dieser beiden Charaktere. Hin und wieder tauschen sie aber ihre Größen – interessanterweise dann, wenn sie als eigenständige Charaktere statt als Lückenbüßer agieren, wie etwa in der zweiten Hälfte von Vetternwirtschaft oder in Dalton City.

#### William Dalton
Der zweitkleinste Dalton trägt meist den Namen William. Er versucht sich in Vetternwirtschaft (wobei er hier der Zweitgrößte ist) als Meister der List und der Verkleidung, was aber nicht funktioniert. In Dalton City (wo er wieder der Zweitgrößte ist) zeigt sich, dass er der einzige der Brüder ist, der Joes Wutausbrüchen etwas entgegenzusetzen hat, und dem älteren Bruder mehr oder weniger ebenbürtig ist. In der Geschichte kommen zwischen den beiden Eifersucht, Besitzneid und auch Sticheleien zum Vorschein. Seine Gefängnisnummer ist 27 und er war schon in 35 Gefängnissen.

#### Jack Dalton
Jack ist der Zweitgrößte der Daltons. Er ist dem Alkohol nicht abgeneigt, was ihm als Lucky Lukes Aufpasser in Dalton City zum Verhängnis wird. In Den Daltons auf der Spur steuert er im Rausch, gemeinsam mit dem ebenfalls betrunkenen William, eine geklaute Kutsche, und baut einen Unfall, was Joe wütend resümieren lässt: „Zwei Brüder saufen, einer frisst! Ich bin schon ein arg geschlagener Mann!“

### Averell Dalton
Averell, der größte Dalton, ist gleichzeitig auch der dümmste der Brüder. Mit Rantanplan, dem Gefängnishund, verbindet ihn seine Gefräßigkeit. Averells Lieblingssatz ist demnach auch „Wann gibt’s was zu essen?“, womit er seinen Bruder Joe häufig zur Weißglut treibt. Er weiß, dass er dumm (oder ein „Depp“; vgl. Die Daltons im Blizzard [Les Dalton dans le Blizzard]) ist, hält sich dafür aber für den Schönsten der Daltons. Im Grunde ist Averell sehr gutmütig und ist nicht aus seinem eigenen Willen heraus ein Desperado, allerdings kann er sich dem Einfluss seiner Brüder nicht entziehen.
Als Jüngster ist er der Liebling von Ma Dalton, ferner zeigt er im Gegensatz zu seinen Brüdern eine ehrliche Seite, (bis auf die ersten Bände mit ihm). Diese wird den Daltons immer dann zum Verhängnis, wenn es Lucky Luke gelingt, diesen Umstand geschickt auszuspielen. In Gedächtnisschwund (L’amnésie des Dalton) inszenieren die Daltons einen Prozess gegen Lucky Luke und geben ihm Averell als Verteidiger, der eine brillante Verteidigungsrede hält. In Die Daltons und der Psycho-Doc (La guérison des Dalton) möchte Averell, angestachelt von Lucky Luke, kein Bandit mehr sein und versucht, auch seine Brüder zu bekehren. Gelegentlich kommen die anderen Brüder auch in Schwierigkeiten, weil sie nicht auf Averell hören. In Die Daltons im Blizzard ist er es, der den Brüdern sagen möchte, dass sie die Waffen in einem Schlitten gelassen haben. In Tortillas für die Daltons (Tortillas pour les Dalton) hat Joe es sich mit Averell verscherzt, so dass er den restlichen Brüdern nicht mitteilt, dass es sich bei einem entführten angeblichen Großgrundbesitzer um Lucky Luke handelt.
Im ersten Band der Daltons, Vetternwirtschaft, wird Averell noch als schusselig, aber durchaus kompetent dargestellt. So ist er an Kraft und Willensstärke Lucky Luke ebenbürtig, die beiden prügeln sich ausgiebig und verwüsten dabei einen Saloon, ohne dass einer der beiden am Ende als Sieger hervorgeht. In Den Daltons auf der Spur beraubt er einen Mexikaner um dessen Portemonnaie und Pferd, obwohl dieser Averell zuvor einen Tipp gegeben (und sich eine Belohnung erhofft) hatte.
Erst in späteren Bänden wird Averell zu dem Trottel, als der er bekannt ist. Er bleibt aber, wie zum Beispiel in Die Daltons im Blizzard, ein sehr guter Boxer.

### Dalton-Verwandtschaft
In einigen Geschichten treten Verwandte der Daltons auf:
- Die ursprünglichen Daltons sind den historischen Gebrüdern Dalton nachempfunden. Sie treten in der frühen Geschichte Die Gesetzlosen auf und sterben an deren Ende. In dem Band Meine Onkel, die Daltons wird dagegen (historisch zutreffend) vermerkt, dass Emmett Dalton die Schießerei in Coffeyville überlebt hat. In der Geschichte ist er Vater eines Sohnes geworden, um den sich Joe, William, Jack und Averell kümmern müssen.

- Ma Dalton tritt erstmals in Ma Dalton auf, später ist sie vor allem dafür verantwortlich, den Daltons Päckchen ins Gefängnis zu schicken, die meist einen Kuchen enthalten, in dem eine Feile versteckt ist. Sie tritt insgesamt sechsmal auf (Ma Dalton, Gedächtnisschwund, Belle Starr, Die Daltons in der Schlinge, Auf eigene Faust, Meine Onkel, die Daltons), wird aber einige Male mehr erwähnt sowie gezeigt ohne namentlich genannt zu werden auf einem Panel in Schikane in Quebec. Sie macht dem Familiennamen alle Ehre und hatte häufig den Vater der Daltons aus dem Gefängnis geholt, der als Safeknacker bekannt war, bis er eines Tages auf Dynamit umstieg und bei einem Unfall ums Leben kam. Averell ist als der jüngste der Brüder ihr Nesthäkchen, den sie schamlos vorzieht. Sie gibt jedoch später zu, dass sie eine Schwäche für Joe hat, weil er seinem Vater am ähnlichsten sei (aufgrund der Ähnlichkeit sämtlicher Familienmitglieder ist anzunehmen, dass sie hier den Charakter meint).

- Marcel Dalton, Onkel, ein hochanständiger Schweizer Bankier, tritt nur einmal im gleichnamigen Album auf. So groß wie Averell, allerdings wesentlich intelligenter, rein äußerlich nicht von seinen Neffen zu unterscheiden, gilt er als schwarzes Schaf der Familie, weil er ehrlich ist und versucht, aus den Daltons Bankiers und ehrliche Menschen zu machen – wobei er kläglich scheitert. Er ist der Bruder von Ma Dalton und trägt ebenfalls den Familiennamen Dalton.

- Neffe „Junior“ Emmet Dalton tritt in dem Band Meine Onkel, die Daltons auf und ist aus einer fiktiven Beziehung zwischen dem alten Emmet Dalton und einer Saloontänzerin hervorgegangen. Diese verschweigt ihren Namen gegenüber den Daltons, denen sie die Erziehung anvertraut, weil sie inzwischen mit Buffalo Bill Karriere macht. Averell wird der Patenonkel, da er der „netteste“ der Gebrüder ist, auch wenn Joe diese Rolle gerne übernommen hätte. Auch Junior Dalton ist sehr verfressen und hat damit in Averell seinen Kumpan gefunden. Am Ende des genannten Bandes kann Lucky Luke Junior jedoch überzeugen, ehrlich zu werden, und die Daltons, die Juniors Vermögen entwenden wollten, werden der Verantwortung enthoben. Der neue „Onkel“ ist Butler Bobby.

- Onkel Henry Dalton tritt nie persönlich auf, sein Tod gibt in Die Dalton-Ballade (La ballade des Dalton) allerdings Anlass zu einer Racheaktion der Daltons an den Geschworenen und dem Richter, die ihn zum Tode verurteilt haben. Laut Joe sieht er dem Vater der Daltons sehr ähnlich und wurde ihnen immer als leuchtendes Beispiel hingestellt. Eine Statue am Ende des Bandes zeigt ihn unter dem Galgen; man kann aus ihr schließen, dass er ungefähr so groß wie Joe gewesen sein muss. Sowohl der Nachname als auch die angebliche Ähnlichkeit mit dem Vater der Daltons lassen darauf schließen, dass er ein Bruder des Vaters gewesen sein muss.

- Jim Dalton tritt nicht persönlich auf, aber in Die Daltons und der Psychodoc wird er erwähnt, bzw. dass er gehängt wurde. Diese Hinrichtung war für Ma Dalton ein Anlass, eine Torte zu backen (zur großen Freude von Averell).

- Die Ehefrauen treten nur in Die Daltons in der Schlinge auf. Um dem Galgen zu entgehen, sind die vier Brüder gezwungen zu heiraten. Da Ma Dalton durch diese Mission sämtliche Jungfrauen der Stadt vergrault, fällt die Wahl letztlich auf einen Indianerstamm der Plattköpfe:
  - Joe kriegt Kleiner Mond,
  - William und Jack werden mit Zischende Viper und Hellsichtiger Maulwurf verkuppelt,
  - und Averell kriegt des Häuptlings Adoptivtochter Prärieblume.

Mit Ausnahme von Averell sind alle drei Dalton-Brüder mit ihrer besseren Hälfte unzufrieden und lassen sie am Ende des Abenteuers im Stich.

## Auftritte
Die Dalton-Brüder treten in den folgenden Lucky-Luke-Alben auf (Nummerierung nach Publikation des Ehapa-Verlags):
1. Die Gesetzlosen (81): eigentlich der 6. Comic der Reihe; hier treten noch die „echten“ Dalton-Brüder Bob, Grat, Bill und Emmett auf
2. Die Daltons brechen aus (17): die Daltons erwähnen erstmals ihre Mutter, die ihnen einen Kuchen mit einer Feile drin geschickt hat
3. Vetternwirtschaft (21): erster Auftritt der Vettern Dalton Joe, William, Jack und Averell
4. Den Daltons auf der Spur (23)
5. Lucky Luke gegen Joss Jamon (24): Kurzauftritt der Vettern Joe, Bill, Jack und Averell; ursprünglich vor Vetternwirtschaft veröffentlicht, spielt die Geschichte wohl trotzdem danach
6. Die Daltons im Blizzard (25)
7. Die Daltons auf Schatzsuche (27)
8. Tortillas für die Daltons (28)
9. Die Daltons bewähren sich (30)
10. Dalton City (36)
11. Billy the Kid (37): Kurzauftritt
12. Jesse James (38): Kurzauftritt
13. Daisy Town (40)
14. Fingers (41)
15. Der Galgenstrick und andere Geschichten (42): in der Geschichte Die Daltons nehmen den Zug
16. Die Eskorte (44): Kurzauftritt
17. Ma Dalton (47): erster Auftritt von Ma Dalton
18. Die Verlobte von Lucky Luke (48)
19. Die Dalton-Ballade (49): hier spielt der Tod eines Onkels namens Henry Dalton eine zentrale Rolle
20. Der weiße Kavalier (50): Kurzauftritt
21. Nitroglyzerin (52)
22. Die Erbschaft von Rantanplan (53)
23. Die Daltons und der Psycho-Doc (54): hier wird ein „Onkel Jim“ der Daltons erwähnt
24. Das Alibi und andere Geschichten (55): in den Geschichten Olé Daltonitos und Ein Pferd verschwindet
25. Der Pony-Express (56): Kurzauftritt  (schlafend)
26. Die Geister-Ranch und andere Storys (58): in der Geschichte Die Statue
27. Die schwarzen Berge (59): Kurzauftritt
28. Die Daltons auf dem Kriegspfad (60)
29. Gedächtnisschwund (63): zweiter Auftritt von Ma Dalton
30. High Noon in Hadley City (67)
31. Belle Starr (69): dritter Auftritt von Ma Dalton
32. Marcel Dalton (72): Auftritt des Onkels Marcel Dalton
33. Oklahoma Jim (73): Auftritt der Daltons als Kinder
34. Der Prophet (74)
35. Eine Wildwest Legende (76)
36. Schikane in Quebec (77): Kurzauftritt
37. Die Reisschlacht (78): Kurzauftritt in der Titelgeschichte (mit Bärten)
38. Die Daltons in der Schlinge (80): beinhaltet die Heirat der Dalton-Brüder, sowie den vierten Auftritt von Ma Dalton
39. Der Mann aus Washington (84): Kurzauftritt Averell Dalton
40. Lucky Luke gegen Pinkerton (88)
41. Auf eigene Faust (90): die Daltons wollen Joe nicht mehr als Chef der Bande akzeptieren und gehen getrennter Wege, sie beschließen, dass der, der als erster 1 Mio. Dollar verdient hat, neuer Chef der Bande wird, fünfter Auftritt von Ma Dalton
42. Ein Menü mit blauen Bohnen (90): In den Geschichten Der Weg zum Sonnenuntergang und Stille Nacht, Rantanplan wacht! sowie ein Kurzauftritt in Lucky Luke und Machine Gun Kid
43. Meine Onkel, die Daltons (93): die Daltons sollen „Junior“ Dalton erziehen, sechster Auftritt von Ma Dalton
44. Ein Cowboy in Paris (97): Kurzauftritt
45. Fackeln im Baumwollfeld (99)
46. Rantanplans Arche (101): Kurzauftritt
47. Letzte Runde für die Daltons (102)

## Die Daltons im Film
Die Daltons traten in der Zeichentrickserie der Jahre 1983 bis 1992 auf sowie in den drei Zeichentrickfilmen Lucky Luke – Daisy Town, Lucky Luke – Sein größter Trick und Lucky Luke – Das große Abenteuer.
In der darauffolgenden Zeichentrickserie, welche sich noch stark an den Handlungen der Comicbände orientierte, traten die Daltons regelmäßig auf. Bemerkenswert ist, dass die Geschichte Die Gesetzlosen umgeschrieben wurde, um von den Vettern, nicht von den „echten“ Daltons zu handeln.
Im ersten Spielfilm Lucky Luke werden sie von Ron Carey (Joe), Dominic Barto (William), Bo Greigh (Jack) und Fritz Sperberg (Averell, durchgängig als „Averill“ geschrieben) dargestellt, ebenso in der darauffolgenden Fernsehserie, wo sie in vier Folgen auftauchen. Da es sich um einen Spielfilm mit vier Schauspielern handelt, konnten sowohl das gleiche Aussehen als auch die unterschiedliche Größe kaum umgesetzt werden.
Die Hauptrolle spielen die Daltons im Film Die Daltons gegen Lucky Luke; hier werden sie von Éric Judor (Joe), Romain Berger (William), Saïd Serrari (Jack) und Ramzy Bédia (Averell) gespielt. Jack ist hierbei der größere der mittleren Brüder.
Die Fernsehserie Lucky Luke – Die neuen Abenteuer zeigt die Daltons ebenfalls regelmäßig. Sowohl die Größen als auch die Stimmen von Jack und William (im Original der gleiche Sprecher) werden regelmäßig verwechselt.
Im Animationsfilm Auf in den Westen treten die Daltons auf, obwohl sie in der Comic-Vorlage Kalifornien oder Tod! nicht vorkommen.
Der bisher neueste Film, Lucky Luke von James Huth, kommt als einzige Verfilmung der Comic-Abenteuer ohne die Daltons aus.
Von 2010 bis 2016 erschien die französische Animationsserie Die Daltons (Les Dalton). Lucky Luke tritt nicht auf. Auch hier ist die Reihenfolge der Brüder Joe, Jack, William, Averell.